# John Frederick Charles Fuller

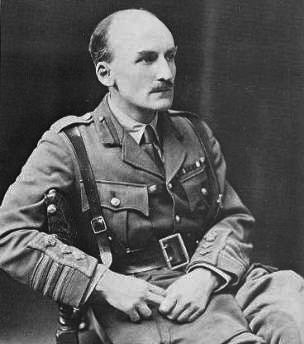
John Frederick Charles Fuller

John Frederick Charles Fuller CB, CBE, DSO (* 1. September 1878 in Chichester, West Sussex; † 10. Februar 1966 in Falmouth, Cornwall) war ein britischer Generalmajor, Militärhistoriker und Stratege. Er entwickelte die ersten Theorien zum modernen, mobilen Panzerkrieg und Kategorien für die verschiedene Arten der Kriegführung. Außerdem war er der Entwickler des Suchscheinwerfers (künstliches Mondlicht).

## Leben
John Fuller besuchte das Malvern College und von 1897 bis 1898 das Royal Military College in Sandhurst. Von 1899 bis 1902 diente er in Südafrika. Er besuchte dann das Staff College in Camberley und wurde Adjutant in einem Reserve-Bataillon. Während des Ersten Weltkriegs war er Stabsoffizier für die Heimatverteidigung und im 7. Korps in Frankreich, ab 1916 diente er im Hauptquartier des Machine Gun Corps, aus dem später das Tankkorps hervorging. Er plante den Panzerangriff bei Cambrai (siehe: Schlacht von Cambrai) und die Panzeroperationen der Herbstoffensive 1918. Sein Plan 1919, der eine vollständig mechanisierte Armee vorsah, wurde jedoch nie umgesetzt. Nach 1918 hatte er diverse Führungspositionen inne, namentlich als Kommandant einer experimentellen Brigade bei Aldershot.
Nach 1920 arbeitete er mit seinem Untergebenen B. H. Liddell Hart an der Entwicklung neuer Ideen für die Mobilisierung der Armee.
Nach seinem Ruhestand 1933 und durch seine Unzufriedenheit mit der, wie er annahm, Unfähigkeit einer Demokratie, militärische Reformen umzusetzen, engagierte er sich in der britischen Faschistenbewegung unter Oswald Mosley. Als Mitglied der British Union of Fascists war er am Vorstand der Partei beteiligt und war einer der engsten Vertrauten von Mosley. Seine Ideen der mobilen Kriegführung waren auch im Vorfeld des Zweiten Weltkriegs maßgebend, ironischerweise wurden sie jedoch eher von Heinz Guderian im nationalsozialistischen Deutschland aufgenommen als in Fullers Heimatland.
Fullers Beiträge zur Militärgeschichte sind energisch, ausdrucksstark und eigenwillig verfasst. Er traf einige kontroverse Vorhersagen über die Zukunft des Krieges.
Fuller war außerdem ein langjähriger Mitarbeiter und Schüler des Okkultisten Aleister Crowley und war mit dessen, und anderen, Formen der Magie und Mystik vertraut.

## Werke (Auswahl)
- The Star in The West: A Critical Essay Upon the Works of Aleister Crowley. Walter Scott Publishing Co., London 1907.
- The Reformation of War. Hutchinson & Co, London 1923.
- Atlantis, America and the Future. Kegan Paul, London 1925.
- Yoga: A Study of the Mystical Philosophy of the Brahmins and Buddhists. W. Rider, London 1925.
- The Foundations of the Science of War. Hutchinson & Co, London 1926.
- Pegasus. E.P. Dutton and Company, New York 1926.
- Der Krebsschaden Europas. in Hans Krebs, Eugen von Engelhardt (Hrsg.): Die Weltfront. Stimmen zur Judenfrage. Folge 1 (mehr nicht erschienen). Nibelungen, Berlin/Leipzig 1935 (2., erweiterte Auflage eines Werks von 1926; Fuller nur in 1935er-Auflage).
- Memoirs of an Unconventional Soldier. Nicholson and Watson, London 1936.
- The First of the League Wars: Its Lessons and Omens. Eyre and Spottiswoode, London 1936.
  - Deutsch: Der erste der Völkerbundskriege: Seine Zeichen und Lehren für kommende. Rowohlt Verlag, Berlin 1937.
- The Secret Wisdom of the Qabalah: A Study in Jewish Mystical Thought. Rider, London 1937.
- Das Problem Europa: Ein englischer Soldat über den Sinn des Krieges. Nibelungen-Verlag, Berlin 1940 und Sonderausgabe 1944 gedruckt bei C Wiegend, Dux, Sudeten.
- The Second World War, 1939–45: A Strategical and Tactical History. Eyre and Spottiswoode, London 1948.
  - Deutsch: Der Zweite Weltkrieg 1939–1945: Eine Darstellung seiner Strategie und Taktik. Humboldt-Verlag, Wien/Stuttgart 1950.
- A Military History of the Western World. 3 Bände. Funk & Wagnalls, 1954–1956.
  - Deutsche Übersetzung: Die Entscheidungsschlachten der westlichen Welt. Grabert-Verlag, Tübingen 2004, ISBN 3-87847-192-0.
- The Generalship of Alexander the Great. Eyre & Spottiswoode, London 1958.
  - Deutsch: Alexander der Große als Feldherr. Koehler, Stuttgart 1961.
- The Conduct of War, 1789–1961: A Study of the Impact of the French, Industrial, and Russian Revolutions on War and Its Conduct. Rutgers University Press, New Brunswick 1961.
  - Deutsch: Die entartete Kunst Krieg zu führen 1789–1961. Verlag Wissenschaft und Politik, Köln 1964.